# Bessède-de-Sault
Bessède-de-Sault település Franciaországban, Aude megyében. Lakosainak száma 57 fő (2022. január 1.). Bessède-de-Sault Aunat, Le Bousquet, Le Clat, Escouloubre, Joucou, Marsa és Roquefort-de-Sault községekkel határos.

## Népesség
A település népességének változása:
| Lakosok száma | 100  | 77   | 56   | 53   | 61   | 57   | 47   | 46   | 46   | 57   |
|               | 1968 | 1982 | 1990 | 2006 | 2013 | 2015 | 2017 | 2019 | 2020 | 2022 |